# Њутаун (Охајо)
Њутаун (енгл. Newtown) град је у америчкој савезној држави Охајо.

## Демографија
По попису из 2010. године број становника је 2.672, што је 252 (10,4%) становника више него 2000. године.
| Група             | 2000.         | 2010.         |
| Белци             | 2.310 (95,5%) | 2.499 (93,5%) |
| Афроамериканци    | 45 (1,9%)     | 38 (1,4%)     |
| Азијати           | 21 (0,9%)     | 43 (1,6%)     |
| Хиспаноамериканци | 28 (1,2%)     | 57 (2,1%)     |
| Укупно            | 2.420         | 2.672         |